# Aleiodes fernaldellavorax
Aleiodes fernaldellavorax är en stekelart som beskrevs av Fortier 2006. Aleiodes fernaldellavorax ingår i släktet Aleiodes och familjen bracksteklar. Inga underarter finns listade i Catalogue of Life.